# Le Scorpion et la Grenouille

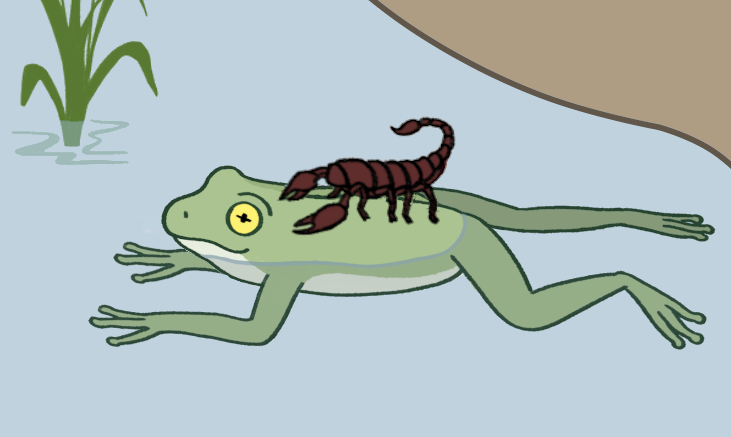

Le Scorpion et la Grenouille est une fable dans laquelle un scorpion demande à une grenouille de le transporter sur l'autre rive d'une rivière. D'abord effrayée par son aiguillon venimeux, la grenouille refuse, en pensant que si le scorpion la piquait ils périraient tous deux. Mais le scorpion la rassure en lui disant que s'il faisait ça, il mourrait aussi. Alors elle accepte. Au milieu de la rivière, pourtant, le scorpion la pique mortellement. Lorsque la grenouille demande au scorpion la raison de son geste, ce dernier répond que « c'est dans [sa] nature ».
La fable illustre le fait que certains comportements sont irrépressibles, indépendamment de leurs conséquences.
Il existe des variantes de cette fable qui mettent en scène un fermier, une tortue, un kangourou ou un renard au lieu de la grenouille, et un serpent à la place du scorpion. Le Fermier et la Vipère, dit encore Le Laboureur et le Serpent gelé, en est une variante attribuée à Ésope.

## Origine
Cette fable apparaît dans le roman russe de Lev Nitoburg, Le Quartier Allemand (1933). Elle apparaît aussi dans le roman The Hunter of the Pamirs (« Le Chasseur des Pamirs », 1944), et ceci fut sa première apparition connue dans la littérature anglophone. The Hunter of the Pamirs est une traduction anglaise du roman russe Jura par Georgii Tushkan (1940), mais la fable n'apparaît pas dans l'original.
Cette fable devint célèbre dans le monde occidental grâce au film Mr Arkadin d'Orson Welles (1955). Dans une interview accordée en 1958 au magazine Cahiers du Cinéma, Welles a mentionné le fait que la fable était d'origine russe.

### Le Scorpion et la Tortue
La fable de La Grenouille et le Scorpion est probablement inspirée de la fable persane Le Scorpion et la Tortue, qui apparaît dans plusieurs textes persans de la fin du XVe siècle. Ces textes incluent le Beharistan, écrit en 1487 par le poète persan Djami, et l’Anvaar Soheili, rédigé vers 1500 par le savant persan Husayn Kashifi. Dans Le Scorpion et la Tortue, c’est une tortue qui transporte le scorpion à travers la rivière. Grâce à sa carapace protectrice, la tortue survit à la piqûre du scorpion. Le scorpion explique à la tortue perplexe qu’il n’a pas pu résister à son instinct de piquer, sachant que son dard ne percerait pas la carapace. Dans la version de Kashifi, la tortue qualifie le scorpion de « caractère vil » et se reproche de ne pas avoir fait preuve d’un meilleur discernement. Dans la version de Djami, la tortue qualifie le scorpion de « méchant personnage » et le noie pour l’empêcher de nuire à qui que ce soit d’autre.